# Laurens Brinkhorst

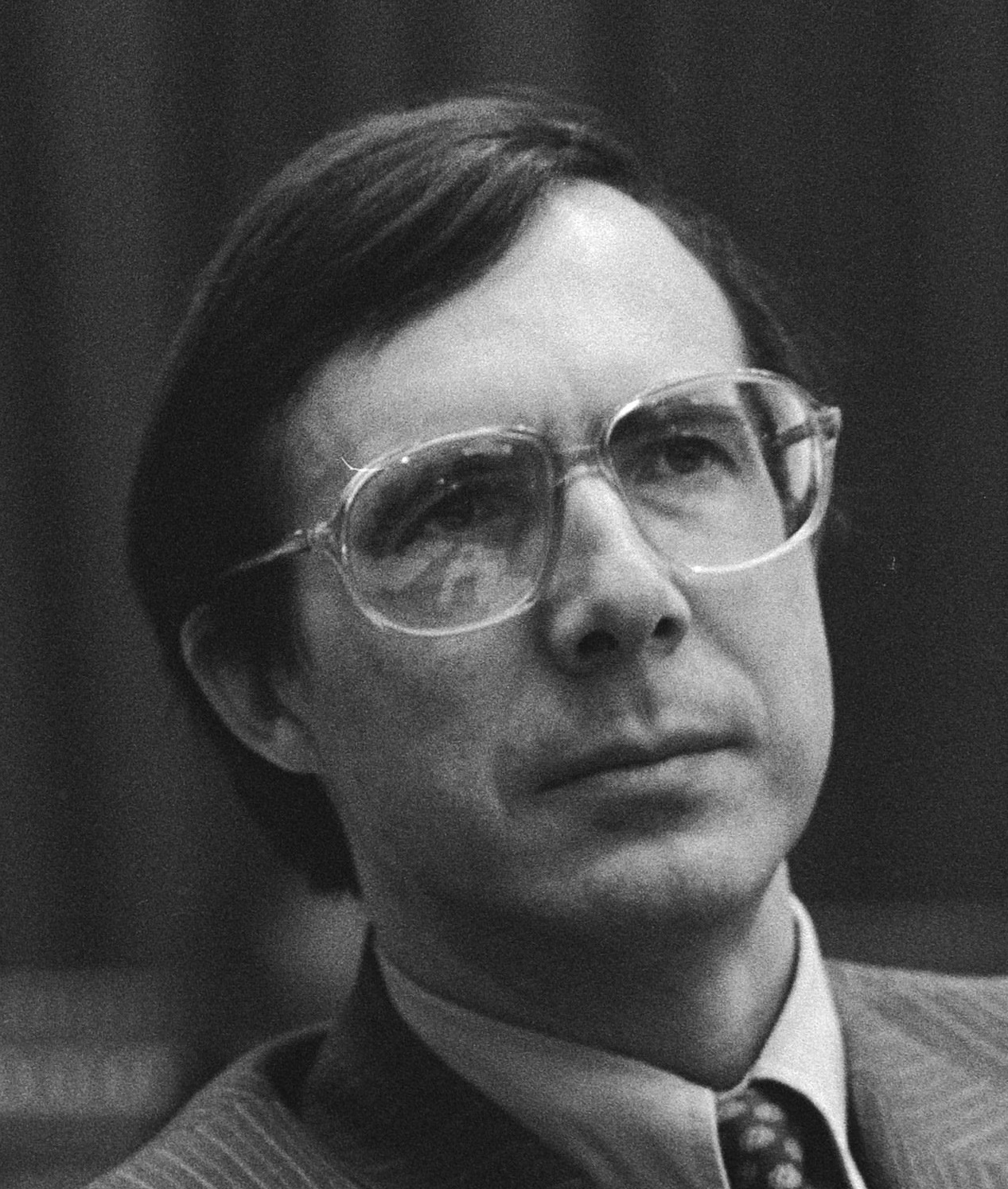
Laurens Jan Brinkhorst (1981)

Laurens Jan Brinkhorst (* 18. März 1937 in Zwolle, Provinz Overijssel) ist ein niederländischer Politiker der Democraten 66, der unter anderem von 1977 und 1982 Mitglied der Zweiten Kammer der Generalstaaten, Staatssekretär und mehrmals Minister war. Er war ferner Beamter bei der Europäischen Kommission sowie zwischen 1994 und 1999 Mitglied des Europäischen Parlaments.

## Leben

### Staatssekretär, Mitglied der Zweiten Kammer und des Europäischen Parlaments

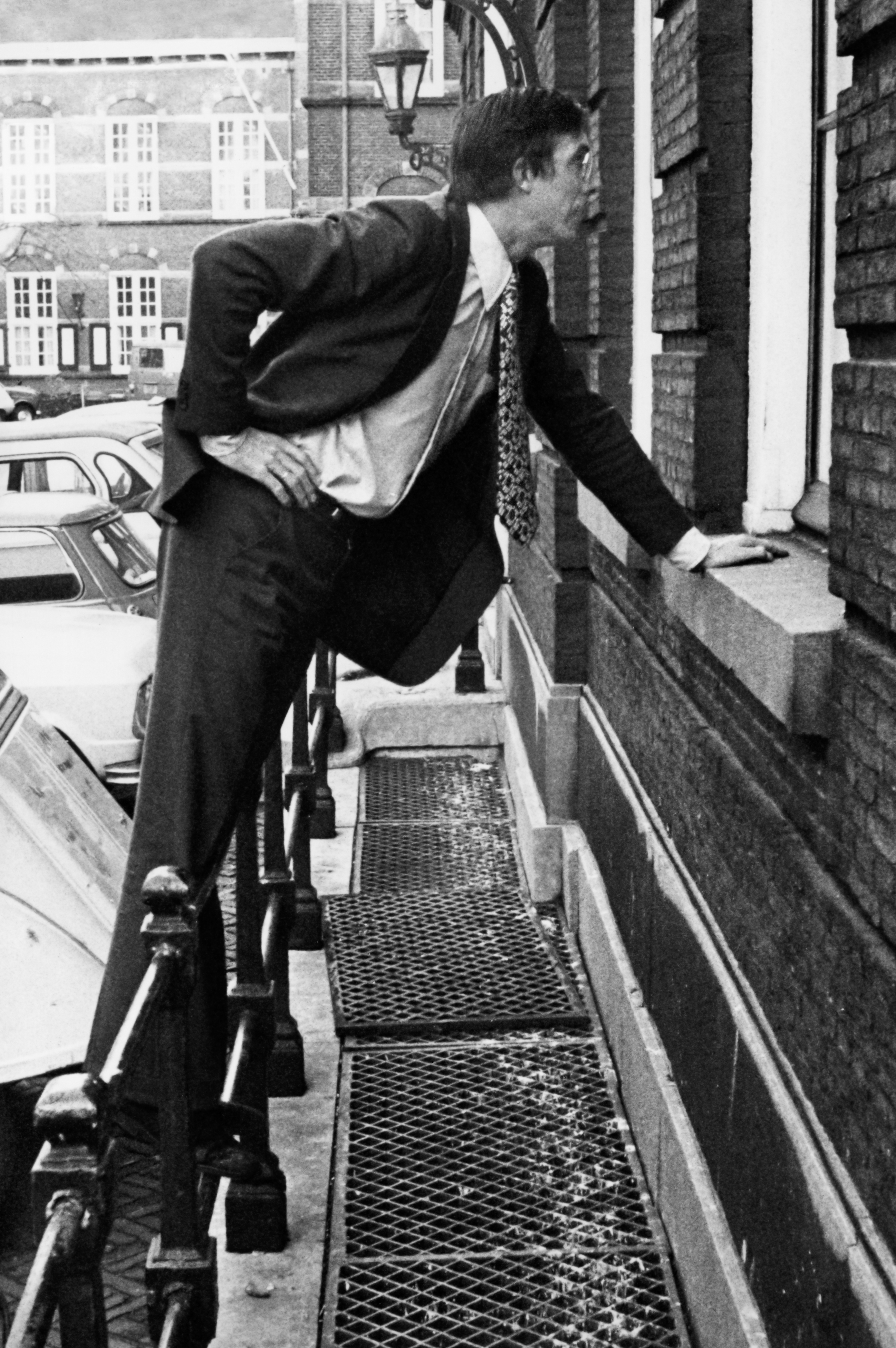
Staatssekretär Brinkhorst im Gespräch während der Kabinettsbildung 1977.

Laurens Jan Brinkhorst begann nach dem Besuch des Christelijk Gymnasium Sorghvliet ein Studium der Rechtswissenschaften an der Reichsuniversität Leiden, das er 1959 beendete. Ein darauf folgendes Studium im Fach Öffentliches Recht und Verwaltungslehre an der Columbia University schloss er 1961 mit einem Master ab (M.A. Public Law and Government). Nach Tätigkeiten als Rechtsanwalt in der Anwaltskanzlei Shearman & Sterling in New York City wurde er nach seiner Rückkehr 1965 Lektor für Recht internationaler Organisationen an der Reichsuniversität Groningen sowie Direktor des dortigen Europa-Instituts, ehe er zwischen 1967 und 1973 als Professor für Europarecht an der Reichsuniversität Groningen lehrte. Während dieser Zeit war er zwischen 1970 und 1971 auch Mitglied des Parlaments (Provinciale Staten) der Provinz Groningen.
Brinkhorst, der am 24. Oktober 1966 Mitglied der Democraten 66 (D’66) wurde, fungierte zwischen dem 11. Mai 1973 und dem 8. September 1977 im Kabinett Den Uyl als Staatssekretär für Europäische Zusammenarbeit im Außenministerium (Staatssecretaris van Buitenlandse Zaken belast met Europese samenwerking). Am 8. Juni 1977 wurde er für die D’66 zum Mitglied der Zweiten Kammer der Generalstaaten gewählt und gehörte dieser bis zum 11. November 1982 an. Für seine Verdienste wurde er 1978 Ritter des Ordens vom Niederländischen Löwen. Während seiner Parlamentszugehörigkeit fungierte er als Nachfolger von Jan Terlouw zwischen dem 11. September 1981 und seiner Ablösung durch Maarten Engwirda am 11. November 1982 als Vorsitzender der Fraktion der Democraten 66 in der Zweiten Kammer und damit politischer Führer der D’66. Nach der Niederlage seiner Partei bei der Wahl am 8. September 1982, bei der die D’66 nur 4,3 Prozent erhielt und im Vergleich zur Wahl vom 26. Mai 1981 elf ihrer bislang 17 Sitze verlor, zog er sich aus der Politik zurück. 
Im Anschluss fungierte Laurens Jan Brinkhorst zwischen 1982 und seiner Ablösung durch Dries van Agt  1987 als Leiter der Delegation der Europäischen Kommission in Japan. Nach seiner Rückkehr wechselte er 1987 in die Generaldirektion der Europäischen Kommission und war dort zuerst Generaldirektor für Umwelt, Verbraucherinteressen und nukleare Sicherheit sowie daraufhin von 1989 bis 1994 Generaldirektor für Umwelt und nukleare Sicherheit. Bei der Europawahl 1994 wurde er für die D’66 schließlich selbst zum Mitglied des Europäischen Parlaments und gehörte diesem in der vierten Legislaturperiode zwischen dem 19. Juli 1994 und dem 8. Juni 1999 an.

### Minister und Vize-Ministerpräsident
Am 8. Juni 1999 wurde Brinkhorst überraschend als Minister für Landwirtschaft, Naturschutz und Fischerei (Minister van Landbouw, Natuurbeheer en Visserij) in das Kabinett Kok II berufen und bekleidete dieses Ministeramt bis zum 22. Juli 2002. Als solcher führte er eine Reorganisation der Schweinemast durch, die insbesondere zu einer energischen Bekämpfung der Maul- und Klauenseuche führen sollte. Vor dem Hintergrund eines Vertical Farming sollte nach seinen Vorstellungen der Delta-Park Rotterdam  eine stadtnahe, energieeffiziente und ressourcenschonende Produktion von Gemüse, Obst, Fleisch und Fisch in einer „Agrarfabrik“ ermöglichen. Dabei sollte kontinuierlich, halb-automatisiert und saisonunabhängig Fleisch, Fisch, Eier (250.000 Legehennen, 1.000.000 Küken), Gemüse (lichtlose Räume für Chicorée und Champignons) und Obst erzeugt werden. 
Nachdem er zwischen Dezember 2002 und Mai 2003 in Teilzeit als Professor für Internationale und Europäische Regierungspolitik an der Universität Tilburg unterrichtete, wurde er am 27. Mai 2003 Wirtschaftsminister (Minister van Economische Zaken) im Kabinett Balkenende II und übte dieses Ministeramt bis zum 3. Juli 2006 aus. Als Wirtschaftsminister setzte er sich nachdrücklich für sozioökonomische Reformen ein. Zugleich war er zwischen dem 31. März 2005 und dem 3. Juli 2006 auch Zweiter Vize-Ministerpräsident (Tweede Viceminister-president). Während dieser Zeit war er am 25. November 2004 neben Bundesforschungsministerin Edelgard Bulmahn Leiter der ersten Tagung des Europäischen Weltraumrates. 
Nach seinem Ausscheiden aus der Regierung war er vom 1. November 2006 bis zum 1. November 2011 Professor für Internationales und Europäische Recht und Regierungslehre am Grotius Instituut der Reichsuniversität Leiden. Er ist ferner Eigentümer und Berater des in Den Haag ansässigen Unternehmens LJB Europe Consult. Er war des Weiteren zwischen 2014 und seiner Ablösung durch Iveta Radičová 2018 Koordinator für den Transeuropäischen Kernnetzkorridor Mittelmeer.
Seine Tochter Laurentien Brinkhorst ist seit 2001 mit Prinz Constantijn von Oranien-Nassau, dem jüngsten Sohn von Königin Beatrix und Claus von Amsberg, verheiratet.
2009 wurde ihm der japanische große Orden der Aufgehenden Sonne am Band verliehen.